# Stactobia thrain
Stactobia thrain är en nattsländeart som beskrevs av Schmid 1983. Stactobia thrain ingår i släktet Stactobia och familjen smånattsländor. Inga underarter finns listade i Catalogue of Life.